# Rajdowe Mistrzostwa Świata 1973

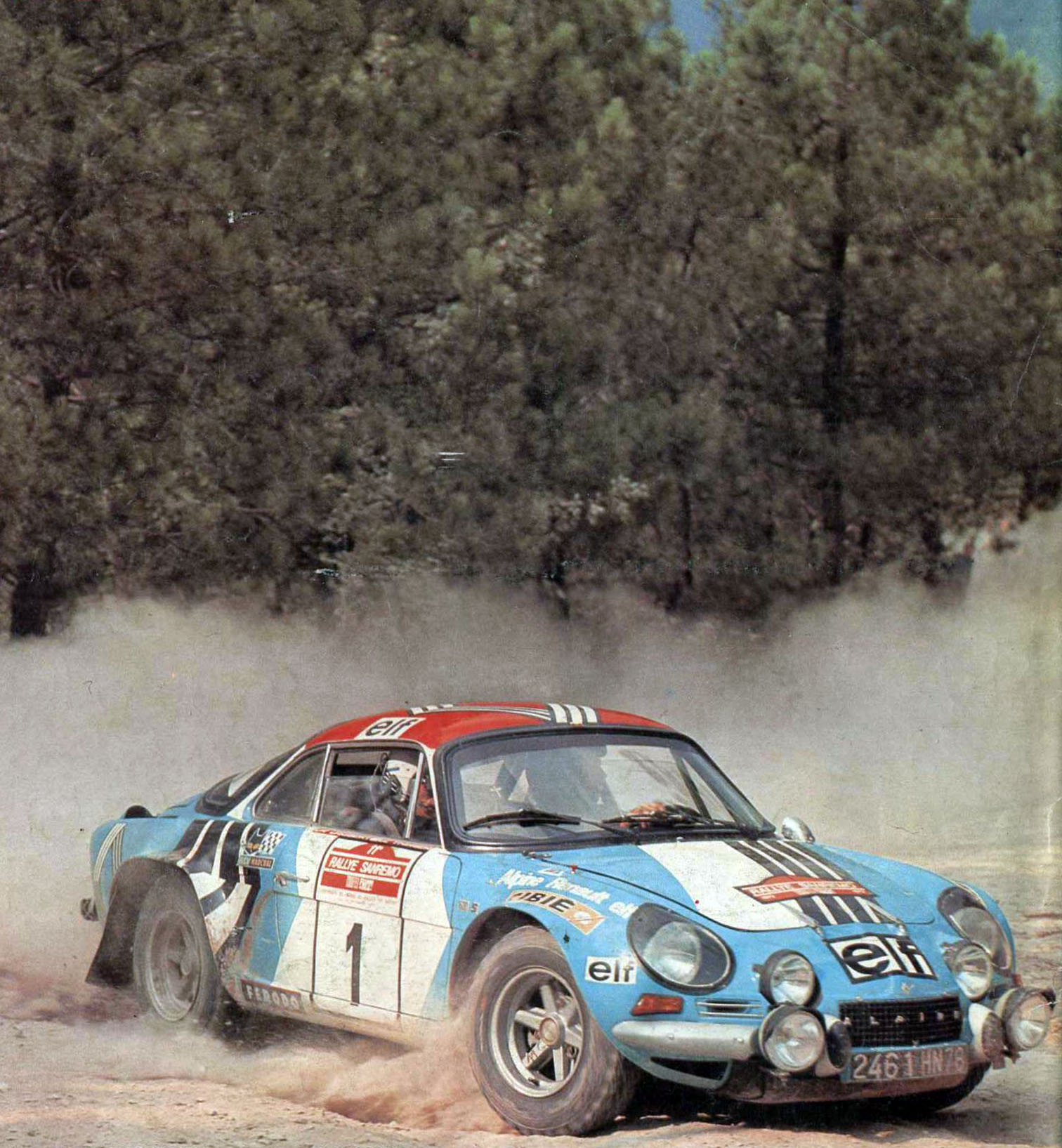
Francuz Jean-Luc Thérier jadacy samochodem Alpine Renault A110 1800 podczas wygranego Rajdu San Remo 1973

Rezultaty Rajdowych Mistrzostw Świata w 1973 roku, 1. sezonu mistrzostw.

## Kalendarz
| Runda | Data          | Rajd                          | Zwycięzca           | Samochód                  |        |
| ----- | ------------- | ----------------------------- | ------------------- | ------------------------- | ------ |
| 1     | 19.01 - 26.01 | Rallye Automobile Monte Carlo | Jean-Claude Andruet | Alpine Renault A110 1800  | Wyniki |
| 2     | 15.02 - 18.02 | International Swedish Rally   | Stig Blomqvist      | Saab 96 V4                | Wyniki |
| 3     | 13.03 - 18.03 | TAP Rallye de Portugal        | Jean-Luc Thérier    | Alpine Renault A110 1800  | Wyniki |
| 4     | 19.04 - 23.04 | East African Safari Rally     | Shekhar Mehta       | Datsun 240Z               | Wyniki |
| 5     | 8.05 - 13.05  | Rallye du Maroc               | Bernard Darniche    | Alpine Renault A110       | Wyniki |
| 6     | 23.05 - 28.05 | Acropolis Rally               | Jean-Luc Thérier    | Alpine Renault A110       | Wyniki |
| 7     | 12.06 - 15.06 | Rajd Polski                   | Achim Warmbold      | Fiat 124 SC Abarth Rallye | Wyniki |
| 8     | 3.08 - 5.08   | 1000 Lakes Rally              | Timo Mäkinen        | Ford Escort RS1600        | Wyniki |
| 9     | 12.09 - 14.09 | Österreichische Alpenfahrt    | Achim Warmbold      | BMW 2002Tii               | Wyniki |
| 10    | 10.10 - 13.10 | Rallye Sanremo                | Jean-Luc Thérier    | Alpine Renault A110 1800  | Wyniki |
| 11    | 31.10 - 4.11  | Press-on-Regardless Rally     | Walter Boyce        | Toyota Corolla            | Wyniki |
| 12    | 17.11 - 21.11 | Daily Mirror RAC Rally        | Timo Mäkinen        | Ford Escort RS1600        | Wyniki |
| 13    | 1.12 - 2.12   | Tour de Corse                 | Jean-Pierre Nicolas | Alpine Renault A110       | Wyniki |

## Klasyfikacje

### Klasyfikacja generalna kierowców
Do końca 1976 roku nie prowadzono klasyfikacji kierowców. Gdyby zastosować taki sam system punktacji jak w przypadku klasyfikacji producentów, najlepszym kierowcą okazałby się Francuz Jean-Luc Thérier.

### Klasyfikacja generalna producentów
Punkty dla producenta zdobywał najwyżej sklasyfikowany samochód danej marki według klucza 20-15-12-10-8-6-4-3-2-1. Liczyło się rzeczywiste miejsce w klasyfikacji rajdu (przykładowo pierwsze trzy miejsca w rajdzie Monte Carlo zajęło Alpine Renault, więc następny w klasyfikacji Ford otrzymał punkty za czwarte miejsce). Do klasyfikacji wliczanych było 8 z 13 najlepszych wyników.
| Poz. | Producent                                | Monako | Szwecja | Portugalia | Kenia | Maroko | Grecja | Polska | Finlandia | Austria | Włochy | Stany Zjednoczone | Wielka Brytania | Francja | Suma punktów |
| ---- | ---------------------------------------- | ------ | ------- | ---------- | ----- | ------ | ------ | ------ | --------- | ------- | ------ | ----------------- | --------------- | ------- | ------------ |
| 1    | Alpine Renault                           | 20     | 12      | 20         | -     | 20     | 20     | -      | -         | 15      | 20     | -                 | (8)             | 20      | 147          |
| 2    | Fiat                                     | 4      | 8       | 10         | (3)   | 6      | 15     | 20     | (3)       | 6       | 15     | -                 | (1)             | -       | 84           |
| 3    | Ford                                     | 10     | -       | 2          | -     | -      | 4      | -      | 20        | -       | -      | 10                | 20              | 10      | 76           |
| 4    | Volvo                                    | -      | 2       | -          | -     | 2      | -      | -      | 15        | -       | -      | 15                | 10              | -       | 44           |
| 5    | Saab                                     | -      | 20      | -          | -     | -      | -      | -      | 10        | 12      | -      | -                 | -               | -       | 42           |
| 6    | Datsun                                   | 2      | -       | -          | 20    | -      | -      | -      | -         | -       | -      | 12                | -               | -       | 34           |
| 7    | Citroën                                  | -      | -       | 12         | -     | 15     | 6      | -      | -         | -       | -      | -                 | -               | -       | 33           |
| 8    | BMW                                      | -      | 4       | -          | -     | -      | -      | -      | -         | 20      | -      | -                 | 4               | -       | 28           |
| 9    | Porsche                                  | -      | -       | 8          | -     | -      | -      | -      | 12        | 4       | -      | -                 | -               | 3       | 27           |
| 10   | Toyota                                   | -      | -       | -          | -     | -      | 2      | -      | -         | 3       | -      | 20                | -               | -       | 25           |
| 11   | Opel                                     | -      | 1       | 4          | -     | -      | -      | -      | 8         | -       | 2      | -                 | 6               | 4       | 25           |
| 12   | Polski Fiat                              | -      | -       | -          | -     | -      | -      | 12     | -         | -       | -      | 6                 | -               | -       | 18           |
| 13   | Lancia                                   | 3      | 10      | -          | -     | -      | -      | -      | -         | -       | 4      | -                 | -               | -       | 17           |
| 14   | Wartburg                                 | -      | -       | -          | -     | -      | -      | 15     | -         | -       | -      | -                 | -               | -       | 15           |
| 15   | Volkswagen                               | -      | 6       | -          | -     | -      | 8      | -      | -         | 1       | -      | -                 | -               | -       | 15           |
| 16   | Peugeot                                  | -      | -       | -          | 12    | 1      | -      | -      | -         | -       | -      | -                 | -               | -       | 13           |
| 17   | Mitsubishi                               | -      | -       | -          | 4     | -      | -      | -      | -         | -       | -      | -                 | -               | -       | 4            |
| 18   | Škoda                                    | -      | 3       | -          | -     | -      | -      | -      | -         | -       | -      | -                 | -               | -       | 3            |
| 19   | Alfa Romeo                               | -      | -       | -          | -     | -      | -      | -      | -         | -       | -      | -                 | -               | 2       | 2            |
| 20   | Audi                                     | -      | -       | -          | -     | -      | 1      | -      | -         | -       | -      | -                 | -               | 1       | 2            |
|      | Klucz punktacji: 20-15-12-10-8-6-4-3-2-1 |        |         |            |       |        |        |        |           |         |        |                   |                 |         |              |